# Enlight
Enlight — издатель и разработчик компьютерных игр. Компания была основана Тревором Чаном в 1993 году. 
Их первым проектом была стратегическая игра Capitalism, изданная IMagic в 1995 году. В 1997 году был выпущен Capitalism Plus и стратегия в реальном времени Seven Kingdoms. Позднее вышли игры Virtual U, Capitalism II, Wars and Warriors: Joan of Arc, Seven Kingdoms II, Hotel Giant и Hotel Giant 2.
Помимо разработки игр, Enlight издала многие игры других разработчиков, включая American McGee Presents: Scrapland, TrackMania и X²: The Threat.
У компании есть две студии. Основная студия находится в Гонконге, а североамериканское подразделение — в Парквилле, штат Мерилэнд. Главный дизайнер Enlight — Америкэн Макги.